# Guardians (альбом Saor)
Guardians — третий студийный альбом шотландского атмосферик-блэк-метал-проекта Saor, выпущенный 11 ноября 2016 года на лейбле Northern Silence Productions.

## Отзывы критиков
Стефан Райхл из metal1.info назвал альбом «уникальным шедевром атмосферного метала». Рецензент Metal Storm пишет: «Guardians продолжает путь Roots и Aura, но доводит их звучание до триумфальной кульминации, подобной которой Энди Маршалл ещё не достигал».

## Список композиций
| №                   | Название            | Длительность |
| ------------------- | ------------------- | ------------ |
| 1.                  | «Guardians»         | 11:31        |
| 2.                  | «The Declaration»   | 10:31        |
| 3.                  | «Autumn Rain»       | 11:09        |
| 4.                  | «Hearth»            | 11:27        |
| 5.                  | «Tears of a Nation» | 11:18        |
| Общая длительность: | Общая длительность: | 55:56        |

## Участники записи
- Энди Маршалл — все инструменты, вокал

### Приглашённые музыканты
- Bryan Hamilton — ударные
- Meri Tadić — фидель
- Johan Becker — струнные
- Reni McDonald — боуран
- Kevin Murphy — волынка